# Царев-Брод
Ца́рев-Брод (болг. Царев брод) — село в Шуменській області Болгарії. Входить до складу общини Шумен.

## Населення
За даними перепису населення 2011 року у селі проживала 1271 особа.
Національний склад населення села:
| Національність   | Кількість осіб | Відсоток |
| ---------------- | -------------- | -------- |
| болгари          | 757            | 67,3%    |
| турки            | 287            | 25,5%    |
| інша             | 54             | 4,8%     |
| Всього відповіли | 1124           |          |

Розподіл населення за віком у 2011 році:
Динаміка населення: